# Джиямуродов, Джахонгир
Джахонгир Джиямуродов (узб. Jahongir Jiyamurodov; род. 14 января, 1987 года; Гулистан, Узбекская ССР, СССР) — узбекистанский футболист, защитник. В настоящее время является игроком мубарекского клуба «Машъал».

## Карьера
Джахонгир Джиямуродов начал свою профессиональную карьеру в 2004 году в составе мубарекского «Машъала». За «Машъал», Джиямуродов выступал до конца 2008 года и за это время сыграл в 67 матчах и забил 2 гола. В начале 2009 года он подписал контракт с каршинским «Насафом» и был членом команды до конца 2012 года. За это время он сыграл в 87 матчах и забил 11 голов.
В первой половине 2014 года Джиямуродов выступал за ферганский «Нефтчи», а во второй половине сезона был игроком «Алмалыка». С 2015 года является игроком «Машъала».

## Достижения

#### В составе «Машъала»
- Серебряный призёр чемпионата Узбекистана: 2005
- Бронзовый призёр чемпионата Узбекистана: 2007
- Финалист Кубка Узбекистана: 2006

#### В составе «Насафа»
- Серебряный призёр чемпионата Узбекистана: 2011
- Бронзовый призёр чемпионата Узбекистана: 2009, 2010
- Финалист Кубка Узбекистана: 2011, 2012
- Обладатель Кубка АФК: 2011